# Мала Дубровка (Калінінградська область)
Мала Дубровка (рос. Малая Дубровка) — селище Озерського міського округу, Калінінградської області Росії. Входить до складу Новостроєвського сільського поселення.
Населення —  57 осіб (2015 рік). 

## Населення
| 2002 | 2010 |
| ---- | ---- |
| 65   | ↘57  |